# صومعه هاووتس تار
صومعه هاووتس تار (ارمنی: Հավուց Թառ Վանք) یک صومعه حواری ارمنی واقع در نزدیکی گوغت و گارنی، در استان کوتایک، ارمنستان می‌باشد. ساخت و ساز این ساختمان بین سده‌های ۱۱ام-۱۳ام میلادی به پایان رسید. این بنا به سبک معماری ارمنی طراحی شده‌است.

## نگارخانه

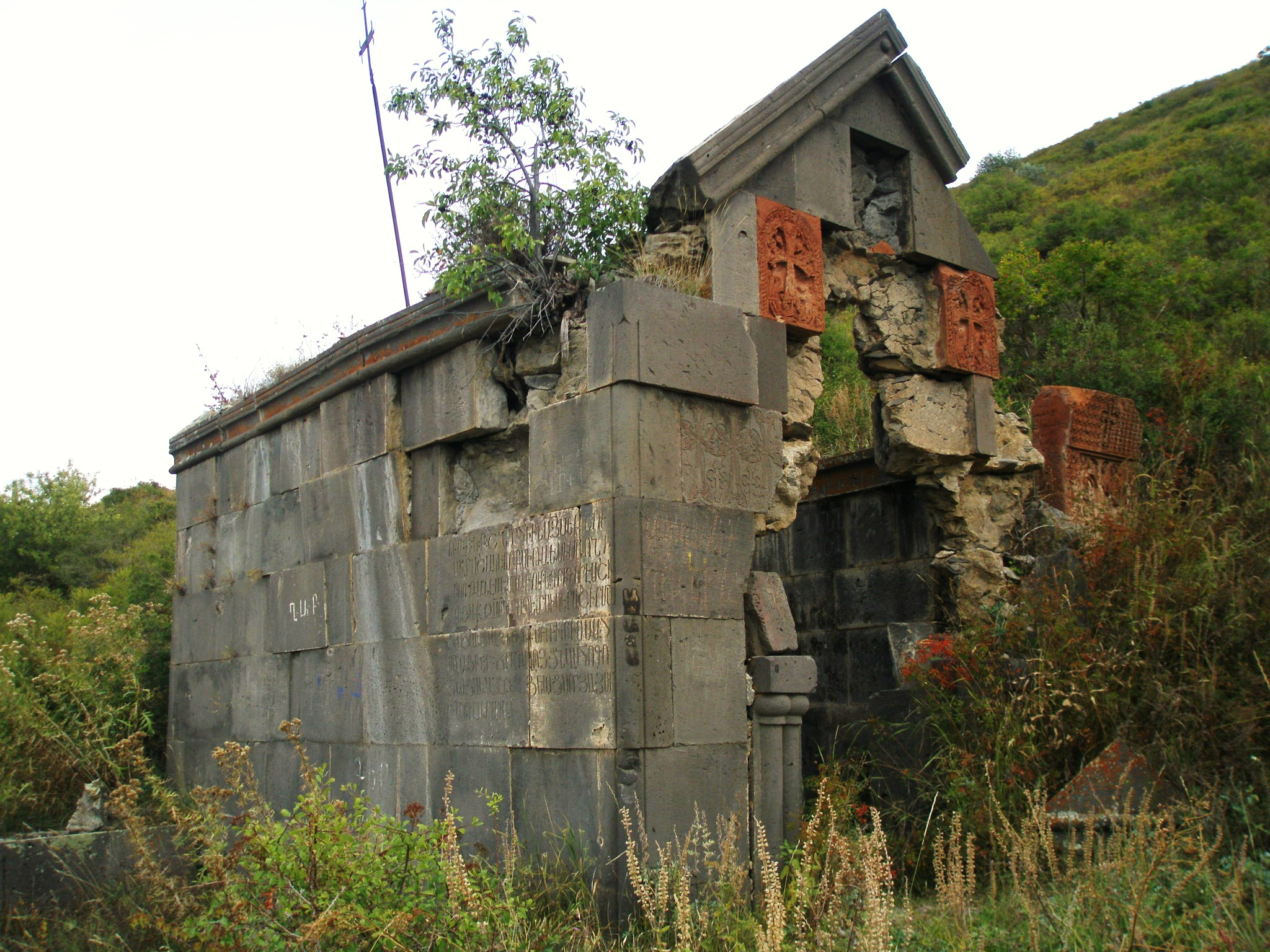
Chapel located near Havuts Tar.
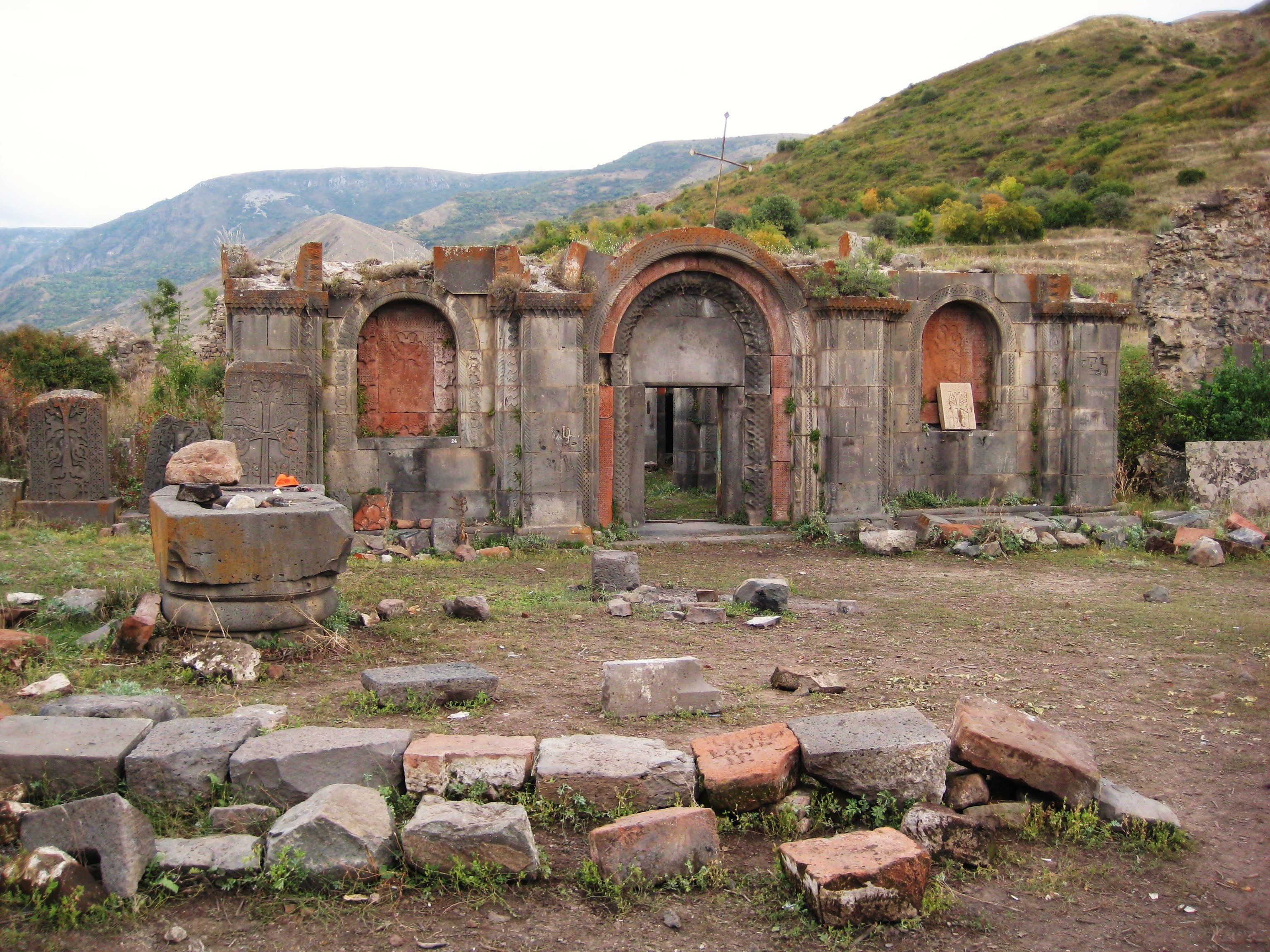
Church within the walls of the complex.
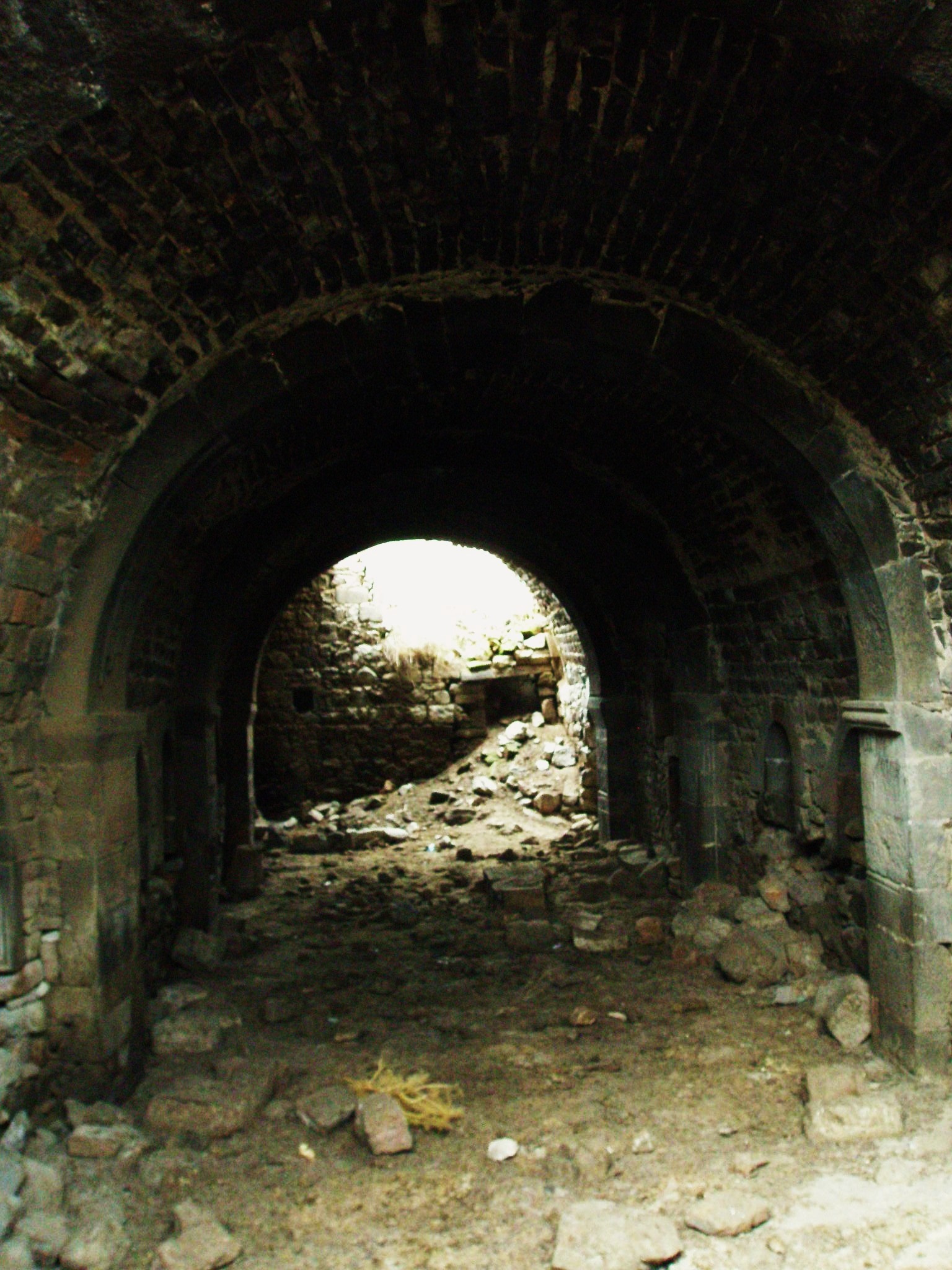
Underground chamber in the complex.
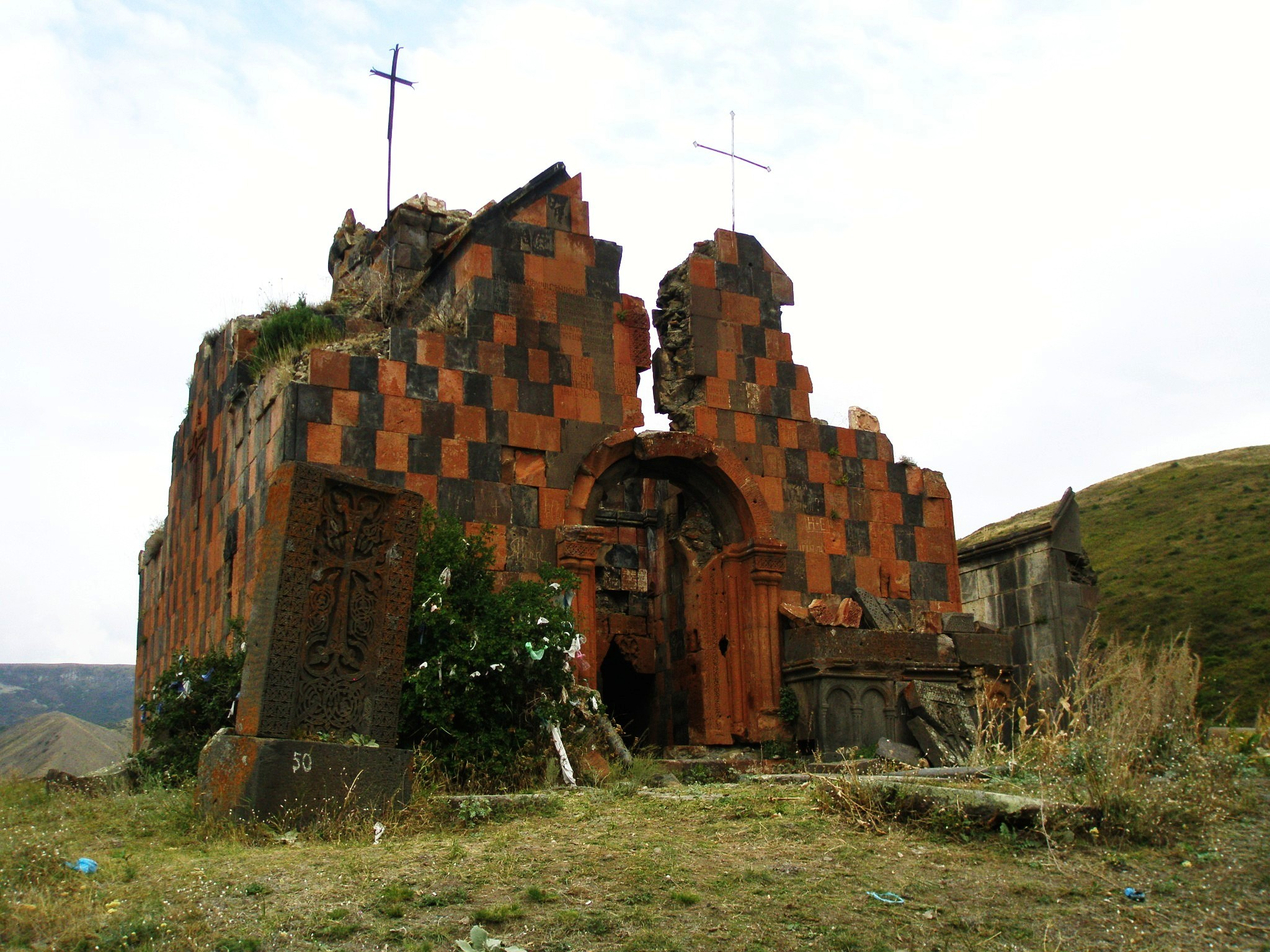
Amenaprkich Church upon the western outcrop.
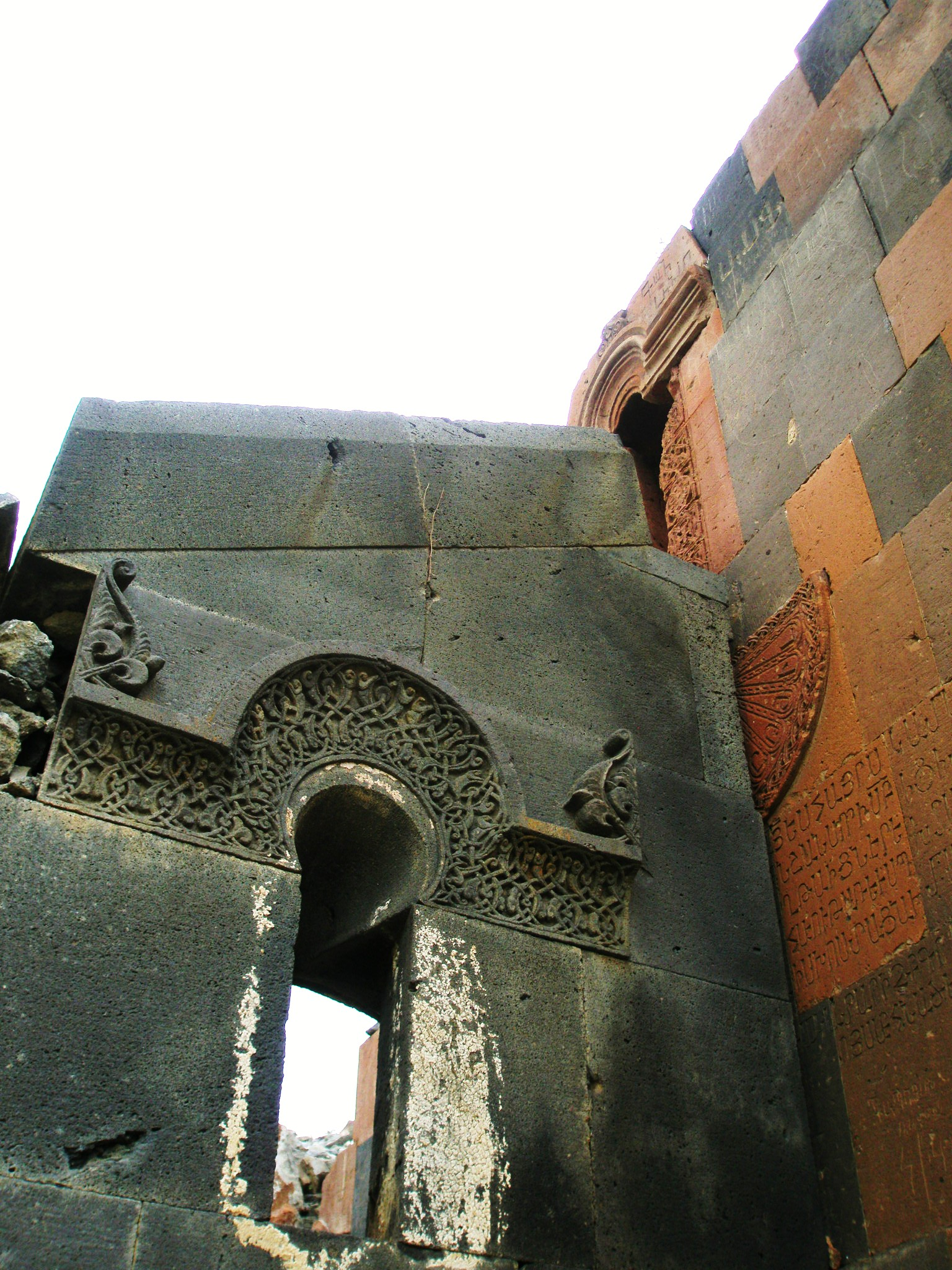
Detail of Amenaprkich Church and structure adjacent.
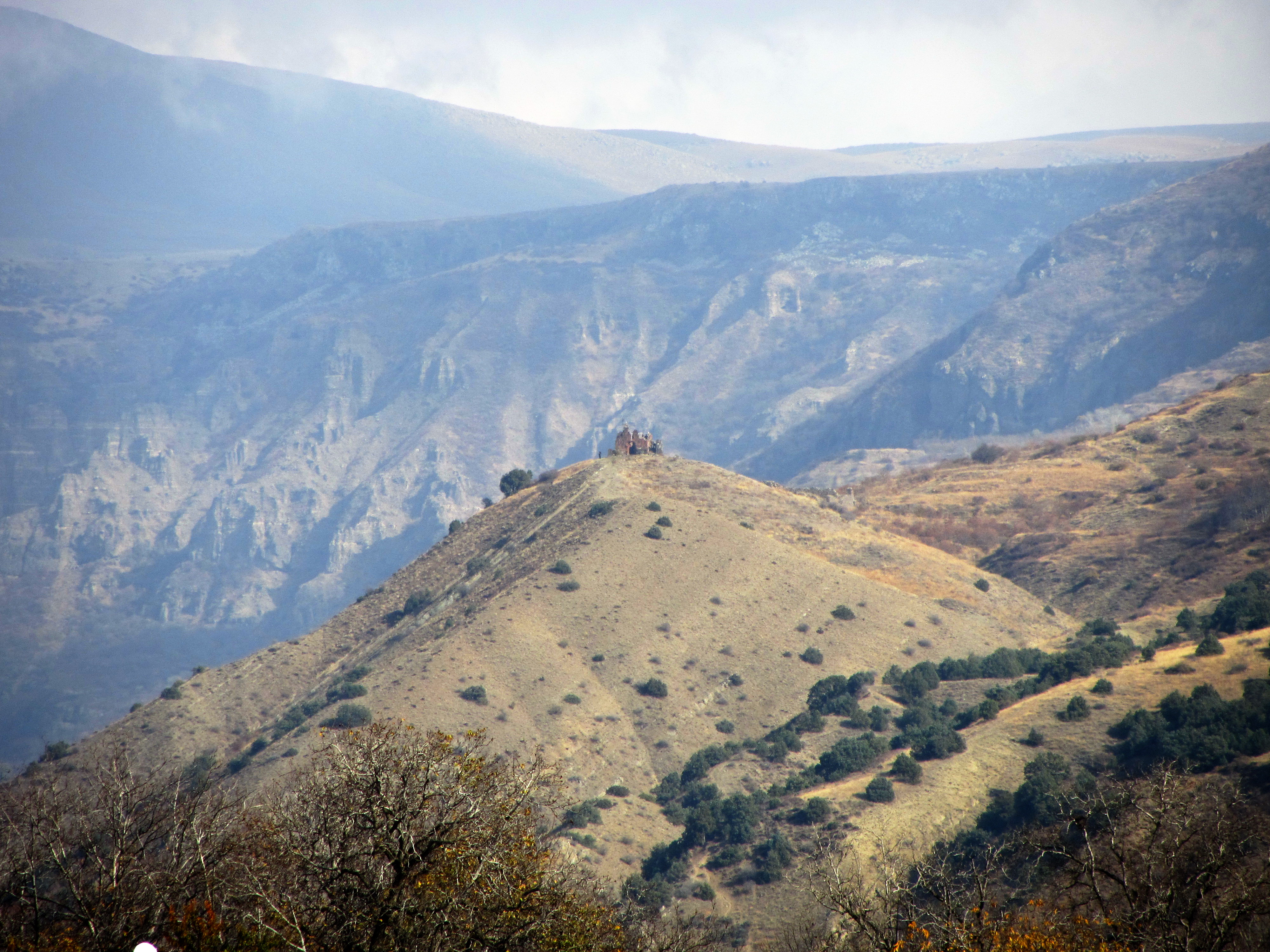
هاووتس تار،  نمایی از معبد گارنی
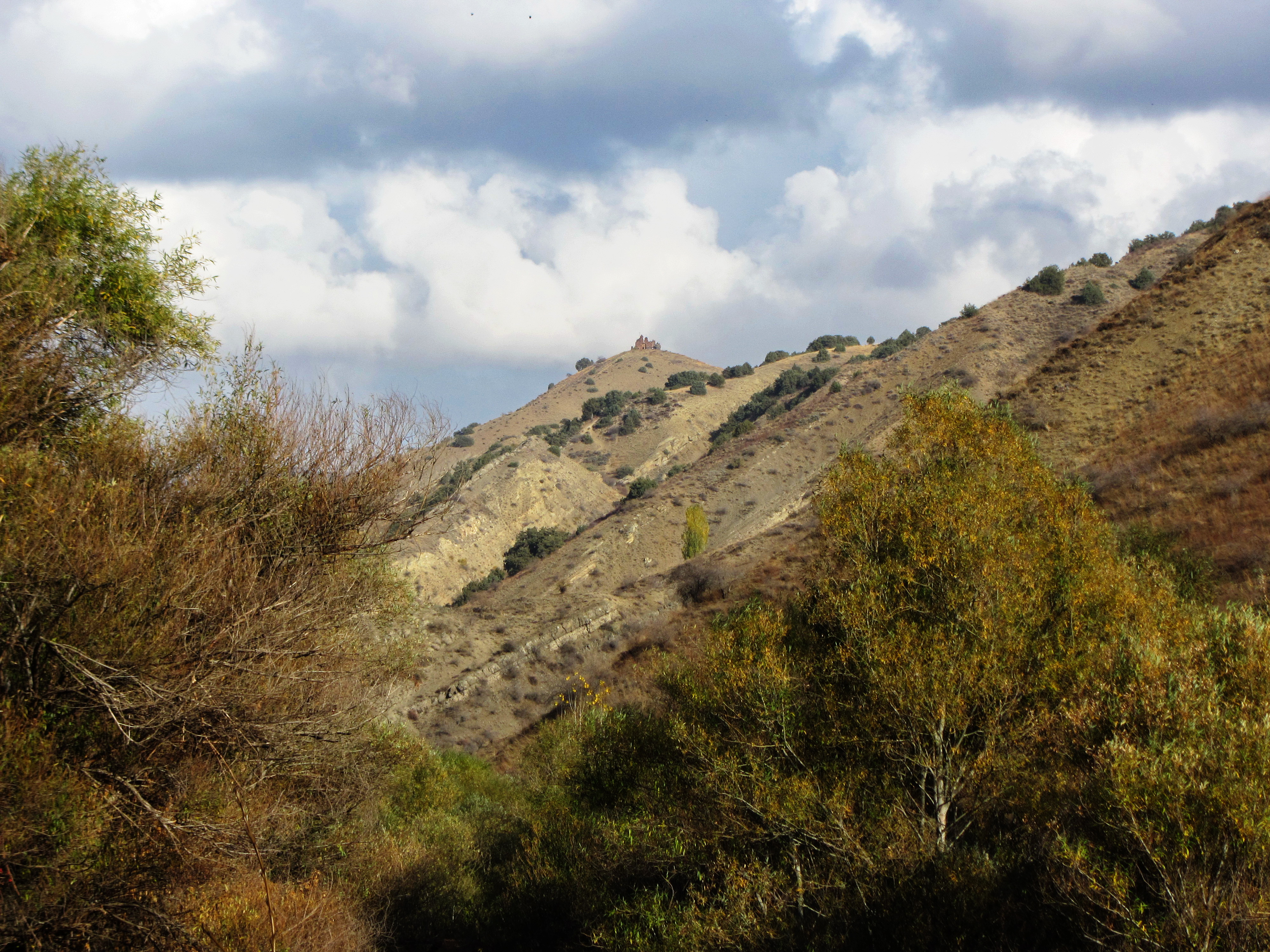
هاووتس تار،  نمایی از رود آزات (Garni) Gorge